# Erica deflexa
Erica deflexa är en ljungväxtart som beskrevs av Sinclair. Erica deflexa ingår i släktet klockljungssläktet, och familjen ljungväxter. Inga underarter finns listade i Catalogue of Life.